# 原嘉義電信局
原嘉義電信局，位於台灣嘉義市東區，原為日治時期的嘉義電話交換室，在戰後作為電信局使用，現在仍是中華電信之營業場所與辦公室。並在民國93年（2004年）11月1日時公告為嘉義市歷史建築。

## 沿革

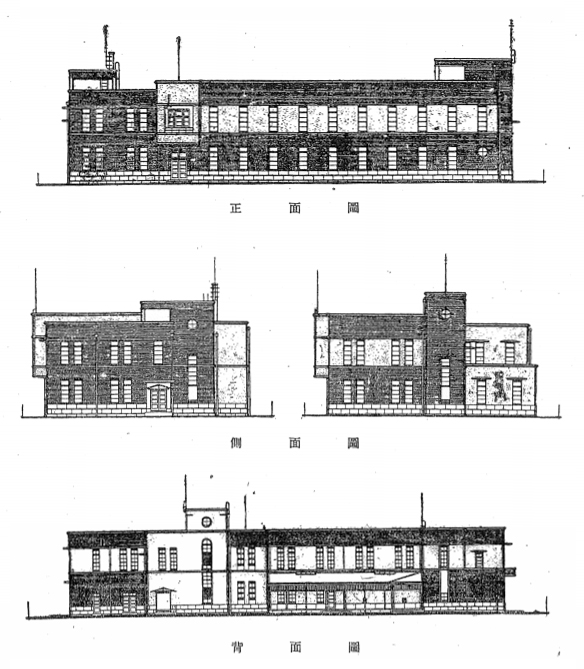
嘉義電話交換局設計圖

臺灣日治時期的郵政及通信業務主要由臺灣總督府交通局遞信部附屬機構負責，1930年代，由於嘉義市電話使用需求逐漸增加，而負責主管的嘉義郵便局的空間不足，建築設施與設備不敷使用，必需改裝為自動式以解決大量的通訊需求。因此交通局便在昭和12年（1937年）工事預算達86萬日圓，在圓元町女子公學校之校址區域，即元町六丁目劃定為嘉義電話交換室興建地，於昭和14年（1939年）9月15日與第二代嘉義郵便局一同竣工。
戰後，國民政府接收更名為「嘉義電話交換局」持續使用，當前電信局由中華電信公司嘉義營運處負責管理維護，作為中華電信光彩服務中心之營業場所與辦公室使用。

## 建築設計
原嘉義電信局及附屬建築整體為鋼筋混凝土造現代主義建築，為時任總督府營繕課技師鈴置良一設計，施工則由經營協志商會的臺灣人陳海沙承包，格局平面呈現ㄇ字形，主體建築面積490坪，一、二樓主要空間均用來放置電話交換設備，大抵屬中央行政辦公使用之官廳。

電信局採用樑柱框架結構系統，立面強調水平垂直線條和著重弧形效果，並以建築量體及水平飾帶窗戶作為分界，上下貼覆褐色上釉筋面磚。附屬車庫之壁面則為混凝土灰泥塗裝。外部屋頂採用鋪設水泥磚。而表面改為二丁掛磚貼覆。窗開口採用連續開窗形式，更以洗石子做溝縫處理。內部地坪現況公共空間則使用磨石子地磚。

## 外部連結
- 原嘉義電信局 -  國家文化資產網 （页面存档备份，存于）